# Ендрю Джексон Ліббі
Ендрю Джексон Ліббі (англ. Andrew Jackson "Slipstick" Libby) — герой творів Роберта Енсона Гайнлайна.
Вперше зустрічається в оповіданні «Невдаха». Також є персонажем романів з учасню Лазаруса Лонга.
Математик-самоучка. В наступних творах змінює стать і стає Елізабет Ендрю Джексон Ліббі.
- Діти Мафусаїла (1941, 1958)
- Достатньо часу для кохання (1973)
- Число звіра (1980)
- Кіт, що проходив крізь стіни (1985)
- Відплисти за захід сонця (1987)